# OSPF
OSPF es l'acrònim de Open shortest Path First. És un protocol d'encaminament d'estat d'enllaç considerat de porta d'enllaç interna. Utilitza codi obert i envia els paquets primer pel camí més curt. Fa ús de l'algoritme SPF que es basa principalment en el valor de l'amplada de banda de les connexions.

## Descripció
OSPF registra els canvis que pateixen els enllaços a través dels missatges d'estat d'enllaç en àngles LSP (Link state packet).
Els LSP són enviats per qualsevol encaminador o dispositiu dins la xarxa interior. Els LSP tan sols s'envien quan un dispositiu es connecta per primera vegada o simplement pateix un canvi en la seva configuració o estat. Per exemple un encaminador veí cau i canvia la ruta per encaminar els paquets.Així doncs aquestes actualitzacions d'estat es fan quasi a temps real i OSPF les utilitza per construir una taula sobre la topologia de la xarxa. La distància administrativa d'OSPF és de 110. Tot i que consumeix més recursos com CPU i RAM, si el comparem amb RIP, tot i aquest fet, constitueix un protocol més avançat, ja que té una major fiabilitat i permet un nombre més elevat de salts.
Per a més informació OSPF es defineix en el RFC2328. Moy Normes Track  (anglès)

## Especificació
- J. Moy: RFC 1131, OSPF Specification. IETF (octubre de 1989). (Obsolet pel RFC 1247, després RFC 2328).
- J. Moy: RFC 2328, OSPF Version 2. IETF (abril de 1998).
- R. Coltun, D. Ferguson, J. Moy: RFC 2740, OSPF for IPv6. IETF (desembre de 1999). (Obsolet pel RFC 5340).
- R. Coltun, D. Ferguson, J. Moy, A. Lindem: RFC 5340, OSPF for IPv6. IETF (juliol de 2009).